# Кубок Ліхтенштейну з футболу 1949—1950
Кубок Ліхтенштейну з футболу 1949—1950 — 5-й розіграш кубкового футбольного турніру в Ліхтенштейні. Титул здобув Трізен.

## 1/2 фіналу
| Команда 1 | Рахунок | Команда 2 |
| --------- | ------- | --------- |
| Бальцерс  | 3–6     | Вадуц     |

Трізен пройшов до наступного раунду без гри.

## Фінал
| 10 грудня 1949 |

| Трізен |  | Вадуц |
| ------ |  | ----- |
|        |  |       |

| Трізен |

Гравці «Вадуцу» покинули поле за рахунку 3-2, перемогу присудили «Трізену».